# Elmar Brok

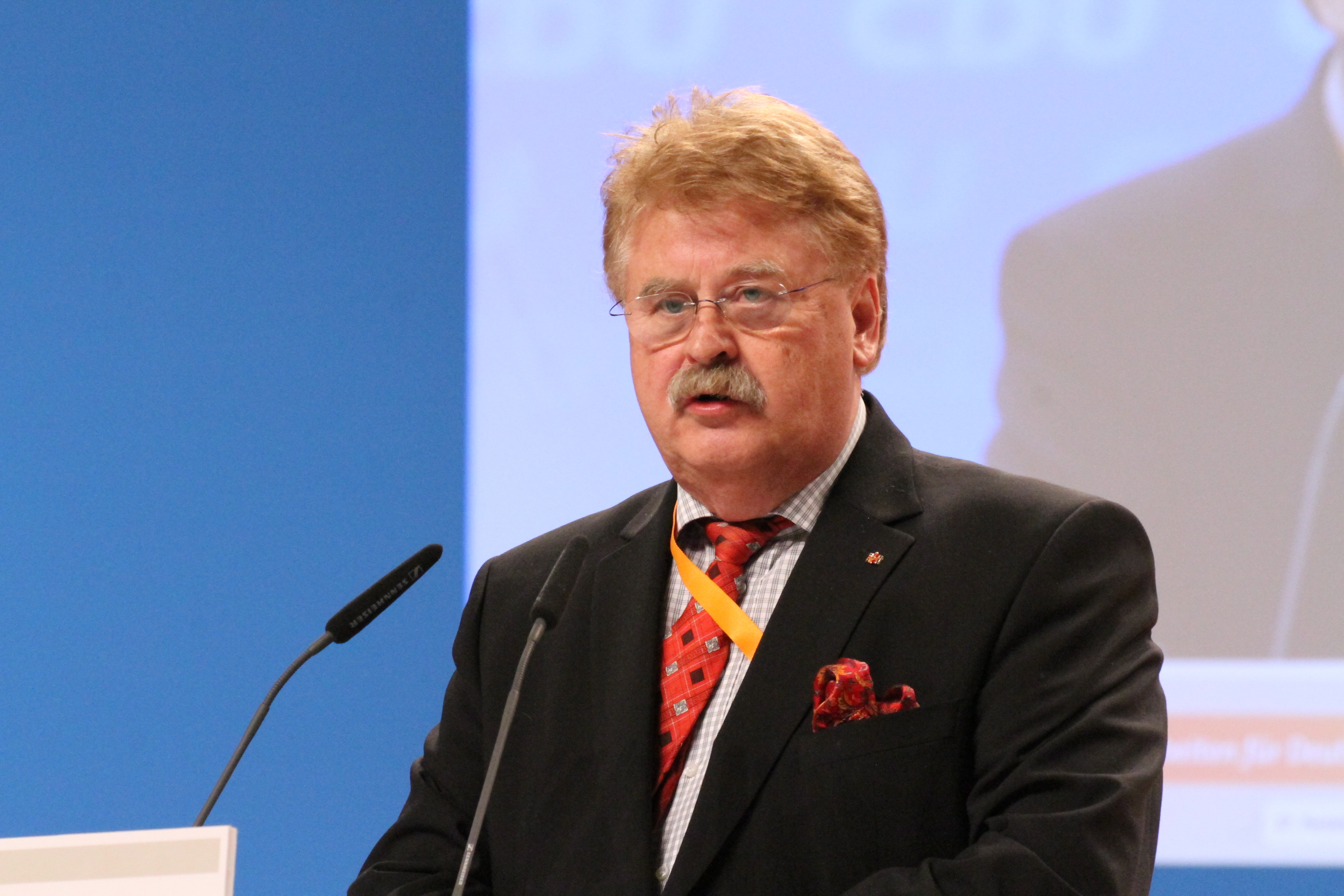
Elmar Brok, 2014

Elmar Brok (n. 14 mai 1946, Verl, Renania de Nord-Westfalia, Germania) este un om politic german, membru al partidului CDU. Între anii 1999-2007 a fost președintele Comisiei de Politică Externă a Parlamentului European.
Brok este membru al Parlamentului European din anul 1980 până în prezent.